# シェパードトーン

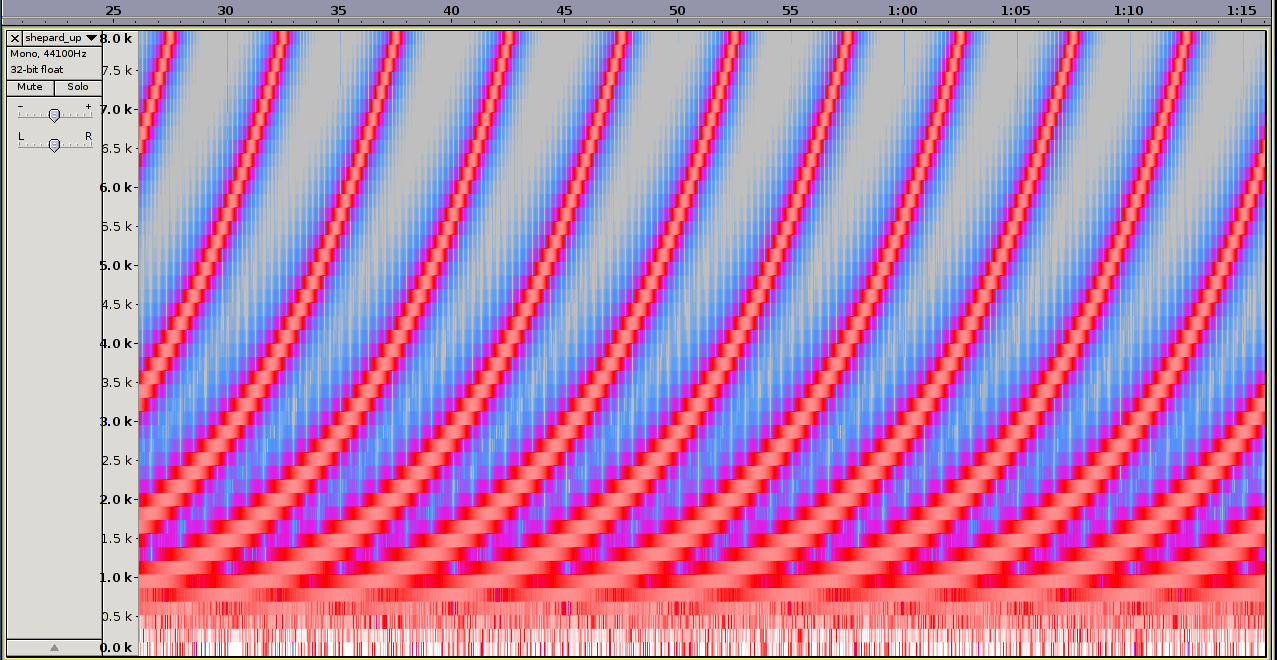
シェパードトーンの周波数成分。縱軸はリニアスケールの周波数、横軸は時間。

シェパードトーン(Shepard tone)とは、オクターヴ単位で隔てられた正弦波を重ね合わせた音である。最低音の音高を上または下に1音ずつ移動させたものをシェパード音階(Shepard scale)という。これにより、音高が上昇または下降しつづけているように聞こえるが、最終的には高くも低くもなっていないという錯聴を引き起こす。シェパードトーンやシェパード音階という名前は、発見したロジャー・シェパードに因む。

## シェパード音階の生成

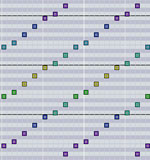
図1: シェパードトーンによるシェパード音階の生成。（ミュージックシーケンサーを使用）

図1中のそれぞれの正方形は音色を示しており、正方形が縦に並ぶと1つのシェパードトーンになる。各マスの色は音の大きさを表し、紫が最も小さい音、緑が最も大きい音を表す。同時に演奏されている重なり合った音は、それぞれ正確に1オクターブ離れており、それぞれの音階はフェードインとフェードアウトを繰り返しているため、音階の始まりや終わりを聞くことはできない。上昇するシェパード音階の概念的な例として、最初の音はほとんど聞き取れないC4（中央ハ）と音の大きなC5（中央ハの1オクターブ上の音）になる。次の音は、やや大きめのC♯4とやや小さめのC♯5で、次の音は、さらに大きめの D4とさらに小さめのD5になる。2つの周波数は、オクターブの中間部（F♯4とF♯5）で等しく大きくなり、12番目の音は、大きなB4とほとんど聞き取れないB5に、ほとんど聞き取れないB3を加えたものになる。このようにすると、13番目の音は1番目の音と同じになり、このサイクルは無限に続く。言い換えれば、各音はオクターブごとに周波数を隔てた2つの正弦波で構成されており、それぞれの強さは、ピーク周波数から半音単位で隔てられたレイズドコサイン関数であり、上記の例ではB4である。シェパードによれば、低周波数と高周波数で閾値以下のレベルにテーパーオフする平滑な分布は、実際に採用されている余弦曲線と同様に行われる。
この錯聴の背後にある理論は、BBCの番組『バン・ゴーズ・ザ・セオリー』のエピソードで実証され、「音楽的なサインポール」と表現された。

## 変種

### シェパード＝リセ・グリッサンド
ジャン＝クロード・リセは、シェパード音階を発展させ、音階を連続的に変化させたもの考案し、これを連続リセ音階(continuous Risset scale)またはシェパード＝リセ・グリッサンド(Shepard–Risset glissando)と呼んでいる。これは、音程が連続して上昇（または下降）し続けているように聞こえるが、いつの間にか最初の音に戻っている。リセはまた、テンポが連続的に加速（または減速）し続けるように聞こえるリズムで同様の効果を発見している。

### 三全音パラドックス
三全音（1/2オクターヴ）の音程を隔てた2つのシェパードトーンを連続的に演奏すると、三全音パラドックスが発生する。これは、同じパターンが、ある人には音が上昇して聞こえ、別の人には下降して聞こえるが、両方が同時に聞こえることはないというものである。シェパードは、これは音響におけるネッカーの立方体に相当する双安定性を構成していると予測した。
1986年、ダイアナ・ドイチュは、音階が下降にも上昇にも聞こえるという逆説的な錯聴を発見した。ドイチュは後に、どちらの音が高いか低いかの知覚は絶対周波数に依存しており、そのため、同じパターンが人によって上昇、下降のいずれかであると知覚することができることを発見した。